# Dorzoalveoláris hang
A dorzoalveoláris (latin: dorsum ’[nyelv]hát’ és alveolum ’fogmeder’) a fogmederhangok képzési módjának egyik fajtája, amikor a nyelv a hátával érinti a fogmedert. A magyarban és a legtöbb ismert nyelvben így képzik az [s] (sz) és [z] hangokat. A másik leggyakoribb képzésfajta az apikoalveoláris (amikor a nyelv hegye érinti a fogmedert), amely megtalálható pl. a görögben és a spanyolban, a finnben stb. Bizonyos nyelvekben a kétfajta képzési módnak fonológiai jelentésmegkülönböztető szerepe is van, ilyen például a baszk nyelv.